# Левина, Зара Александровна
Зара Александровна Ле́вина (23 января [5 февраля] 1906, Симферополь — 27 июня 1976, Москва) — советская пианистка и композитор. Заслуженный деятель искусств РСФСР (1967).

## Биография
Зара Левина родилась в семье владельца небольшой лавки, скрипача-дилетанта; мать была сурдопедагогом (учительницей русского языка) в школе для глухонемых детей. Училась в гимназии в Александровске, затем — в Одесской консерватории у Брониславы Дронсейко-Миронович, где познакомилась с Б. М. Рейнгбальд. Квартиру в одесском доме, где жили Левины (Нежинская улица, 3), посещал в 1920—1921 годах Исайя Браудо; во дворе дома жил также Борис Шехтер, через которого Зара Левина вскоре познакомилась с Александром Давиденко.
В 1925 году она была принята на композиторское отделение Московской консерватории в класс Рейнгольда Глиэра. На вступительном экзамене Левина показала свою «Четвёртую сонату». Одновременно она была принята педагогом по фортепиано в Техникум имени Скрябина, где в это время преподавал также Д. Б. Кабалевский. Вскоре Левина стала дополнительно заниматься фортепиано под руководством Феликса Блуменфельда (фортепиано)  и Николая Мясковского (композиция). В годы учения в консерватории она вступила в «Производственный коллектив студентов-композиторов Московской консерватории» (Проколл) — творческую группу, созданную А. Давиденко; в 1929 году перешла в РАПМ, где подвергалась гонениям и травле, в том числе за её выступления с классической музыкой.
Для выпускного экзамена Зарой Левиной была написана «Поэма о Ленине» для оркестра, хора и солистов на слова Алексея Суркова. Годы после окончания консерватории (в 1932 году) и ликвидации РАПМ были насыщены творческой жизнью, дружбой с Сергеем Прокофьевым, Дмитрием Шостаковичем, Арамом Хачатуряном, Самуилом Фейнбергом и другими известными музыкантами; в это время она вышла замуж за Николая Чемберджи.
Основные произведения Левиной — два фортепианных концерта, две фортепианные сонаты, две сонаты для скрипки и фортепиано, еврейская рапсодия для фортепиано (памяти отца), фортепианные пьесы. Левиной также принадлежит более 200 романсов на стихи Пушкина и Лермонтова, Сергея Есенина, Самуила Маршака, Евгения Долматовского, Аветика Исаакяна, Сильвы Капутикян, Овсея Дриза и др., а также песни для детей (на стихи Эммы Мошковской). Ряд вокальных сочинений Левиной записали Зара Долуханова, Наталья Шпиллер, Виктория Иванова (аккомпанемент композитора), первая скрипичная соната была записана Давидом Ойстрахом, пьесы для виолончели — Святославом Кнушевицким. В 1967 году была удостоена звания «Заслуженный деятель искусств РСФСР».
Умерла в Москве 27 июня 1976 года. Похоронена на Новодевичьем кладбище.

## Семья
Первый муж — поэт-сатирик Михаил Семёнович Коссовский (Косовский; 25 января 1896, Харьков — ?).
Второй муж — композитор Николай Чемберджи, дочь — мемуаристка и переводчица Валентина Чемберджи.